# Lac Saint-Augustin
Der Lac Saint-Augustin ist ein See in der Verwaltungsregion Capitale-Nationale der kanadischen Provinz Québec. Er liegt zum größten Teil auf dem Gebiet der Stadt Saint-Augustin-de-Desmaures und zu einem kleineren Teil in der Provinzhauptstadt Québec (im Arrondissement Sainte-Foy–Sillery–Cap-Rouge).
Der 2,3 km lange und bis zu 300 m breite See erreicht eine maximale Tiefe von sechs Metern und weist eine Fläche von 60 Hektar auf. Er besitzt keine nennenswerten Zuflüsse, sondern wird durch unterirdische Quellen gespeist. Abfluss ist ein Bach namens Décharge du Lac Saint-Augustin, der nach 1,5 km in den Sankt-Lorenz-Strom mündet. Der Lac Saint-Augustin ist der Überrest eines Flussarms des Sankt-Lorenz-Stroms, der nach der letzten Kaltzeit entstanden war und nördlich an der Colline de Québec vorbeifloss (im Gegensatz zum heute südlich davon liegenden Flussbett).